# Liste der Baudenkmale in Rotenburg (Wümme)
In der Liste der Baudenkmale in Rotenburg (Wümme) sind alle Baudenkmale der niedersächsischen Gemeinde Rotenburg (Wümme) aufgelistet. Die Quelle der Baudenkmale ist der Denkmalatlas Niedersachsen. Der Stand der Liste ist der 11. Oktober 2020.

## Allgemein
In den Spalten befinden sich folgende Informationen:
- Lage: die Adresse des Baudenkmales und die geographischen Koordinaten. Kartenansicht, um Koordinaten zu setzen. In der Kartenansicht sind Baudenkmale ohne Koordinaten mit einem roten Marker dargestellt und können in der Karte gesetzt werden. Baudenkmale ohne Bild sind mit einem blauen Marker gekennzeichnet, Baudenkmale mit Bild mit einem grünen Marker.
- Bezeichnung: Bezeichnung des Baudenkmales
- Beschreibung: die Beschreibung des Baudenkmales. Unter § 3 Abs. 2 NDSchG werden Einzeldenkmale und unter § 3 Abs. 3 NDSchG Gruppen baulicher Anlagen und deren Bestandteile ausgewiesen.
- ID: die Objekt-ID des Baudenkmales
- Bild: ein Bild des Baudenkmales, ggf. zusätzlich mit einem Link zu weiteren Fotos des Baudenkmals im Medienarchiv Wikimedia Commons. Wenn man auf das Kamerasymbol klickt, können Fotos zu Baudenkmalen aus dieser Liste hochgeladen werden:

## Rotenburg (Wümme)

### Gruppe: Kirchhof Rotenburg
Die Gruppe „Kirchhof Rotenburg“ hat die ID 31019395.

| Lage                                   | Bezeichnung | Beschreibung | ID       | Bild           |
| -------------------------------------- | ----------- | --- | -------- | -------------- |
| Am Kirchhof 53° 6′ 33″ N, 9° 24′ 20″ O | Kirche      | Die evangelische Kirche wurde von 1860 bis 1862 nach Plänen von E. Klingenberg erbaut. Es ist ein Hallenkirche aus Backstein im neugotischem Stil. Bei dem Bau wurde der barocke Westturm aus dem Jahr 1752 einbezogen. Im Osten befindet sich ein Staffelgiebel, anschließend steht ein eingezogener Chor. Die gesamte Kirche ist am Stil von K. F. Schinkel angelehnt. Im Inneren befindet sich ein Altar im Stil der Neugotik. Der Taufstein stammt aus dem Jahr 1582 und wurde von Bischof Eberhard von Holle gestiftet. In der Turmhalle befindet sich ein Grabstein des Ehepaares Kampen. Der Grabstein wurde 1609 erstellt. | 31027657 | Weitere Bilder |
| Am Kirchhof 53° 6′ 32″ N, 9° 24′ 21″ O | Kirchhof    | Der Kirchhof wird durch den Straßenzug umfasst und birgt neben Grabsteinen auch ein Gefallenendenkmal. | 31027678 | BW             |

### Gruppe: Amtshof Rotenburg
Die Gruppe „Amtshof Rotenburg“ besteht aus den Verwaltungsbauten aus dem 18. und 20. Jahrhundert. Die Gruppe hat die ID 31019421.

| Lage                                      | Bezeichnung        | Beschreibung | ID       | Bild |
| ----------------------------------------- | ------------------ | --- | -------- | ---- |
| Hopfengarten 2 53° 6′ 42″ N, 9° 23′ 45″ O | Scheune            | Die Fachwerkscheune mit Längsdurchfahrt wurde um 1800 unter einem Krüppelwalmdach errichtet | 31028345 | BW   |
| Hopfengarten 2 53° 6′ 40″ N, 9° 23′ 44″ O | Amtshaus           | Das zweigeschossige Fachwerkgebäude unter einem Walmdach wurde 1741 bis 1742 durch den Landbaumeister Otto Heinrich von Bonn errichtet.                                                                                            | 31028324 | BW   |
| Hopfengarten 2 53° 6′ 39″ N, 9° 23′ 49″ O | Verwaltungsgebäude | Das Kreishaus wurde als mehrteiliger zwei- bis fünfgeschossiger brutalistischer Gebäudekomplex auf einem U-förmigen Grundriss in den Jahren 1966 bis 1968 nach den Entwürfen des Büros Ingeborg und Friedrich Spengelin errichtet. | 50901677 |      |
| Hopfengarten 2 53° 6′ 41″ N, 9° 23′ 48″ O | Verwaltungsgebäude | Das viergeschossige Erweiterungsgebäude wurde 1989 am nördlichen Teil des Kreishauses errichtet. | 52292801 | BW   |
| Hopfengarten 2 53° 6′ 39″ N, 9° 23′ 44″ O | Park               | Der Landschaftspark um das Kreishaus wurde 1967 bis 1968 durch den Landschaftsarchitekten Günther Schulze mit Neupflanzungen zur Ergänzung des alten Baumbestandes in den Auwiesen der Wümme angelegt.                             | 51101120 | BW   |

### Gruppe: Ehemaliges Kaufmannsanwesen
Die Gruppe „Ehemaliges Kaufmannsanwesen“ hat die ID 31019409.

| Lage                                        | Bezeichnung         | Beschreibung | ID       | Bild |
| ------------------------------------------- | ------------------- | --- | -------- | ---- |
| Große Straße 21 53° 6′ 36″ N, 9° 24′ 5″ O   | Wohn-/Geschäftshaus | 1769 wurde das zweigeschossige Fachwerkgebäude unter einem Krüppelwalmdach errichtet. 1816 und 1848 wurde das Gebäude jeweils aufgestockt. | 31028038 | BW   |
| Große Straße 21 a 53° 6′ 37″ N, 9° 24′ 4″ O | Speicher            | Anfang des 19. Jahrhunderts wurde der zweigeschossige Fachwerkspeicher am Stadtstreek unter einem Satteldach errichtet.                    | 31028059 | BW   |
| Große Straße 21 b 53° 6′ 37″ N, 9° 24′ 5″ O | Speicher            | Anfang des 19. Jahrhunderts wurde der zweigeschossige Fachwerkspeicher mit Kranaufzug und Ladeluke unter einem Satteldach errichtet.       | 31028080 | BW   |

### Gruppe: Forsthaus In der Ahe
Die Gruppe „Forsthaus In der Ahe“  umfasst das alte Dienstgehöft des Oberförsters und wurde im 18. und 19. Jahrhundert angelegt. Die Gruppe hat die ID 31019454.

| Lage                                     | Bezeichnung | Beschreibung | ID       | Bild |
| ---------------------------------------- | ----------- | --- | -------- | ---- |
| In der Ahe 32 53° 6′ 26″ N, 9° 22′ 55″ O | Forsthaus   | Das zweigeschossige Fachwerkgebäude mit vorkragendem Obergeschoss wurde 1741 unter einem Krüppelwalmdach errichtet. Mitte der 19. Jahrhunderts erfolgte eine Erweiterung nach Westen. | 31028385 | BW   |
| In der Ahe 32 53° 6′ 26″ N, 9° 22′ 57″ O | Stall       | Das Fachwerkgebäude wurde als Stall unter einem Satteldach Ende des 19. Jahrhunderts errichtet. Das Gebäude wurde als Wohnhaus für die Waldarbeiter genutzt.                          | 31028411 | BW   |

### Gruppe: Jüdischer Friedhof Rotenburg, Wümme
Die Gruppe „Jüdischer Friedhof Rotenburg, Wümme“ besteht neben etwa zehn Grabsteinen, die jüdischen Bestattungen zuzuordnen sind, auch Gräber von 41 russischen Kriegsgefangenen. Die Liegenschaft hat die ID 31019445.

| Lage                                     | Bezeichnung | Beschreibung | ID       | Bild           |
| ---------------------------------------- | ----------- | --- | -------- | -------------- |
| Rönnebrocksweg 53° 7′ 4″ N, 9° 23′ 46″ O | Friedhof    | Zwischen 1850 und 1860 wurde der jüdische Friedhof angelegt. Etwa zehn Grabsteine sind noch vorhanden. Ein weiterer Gedenkstein erinnert an die Bestattung von 41 russischen Kriegsgefangenen. | 31028364 | Weitere Bilder |

### Gruppe: Rotenburger Anstalten
Die Gruppe „Rotenburger Anstalten“ besteht aus den Gebäuden der Anstalten der Inneren Mission, die von 1886 bis 1943 bestand. Die Gruppe hat die ID 53766160.

| Lage                                                 | Bezeichnung | Beschreibung | ID       | Bild |
| ---------------------------------------------------- | ----------- | --- | -------- | ---- |
| Lindenstraße 1 53° 6′ 31″ N, 9° 24′ 24″ O            | Wohnhaus    | Das eingeschossige Fachwerkgebäude wurde unter einem Halbwalmdach im ausgehenden 18. Jahrhundert errichtet. Wegen der Veränderungen wurde das Gebäude 1998 aus dem Denkmalverzeichnis gestrichen. | 31028453 | BW   |
| Lindenstraße 2 53° 6′ 31″ N, 9° 24′ 24″ O            | Wohnhaus    | 1890 wurde das eingeschossige Backsteingebäude mit Zwerchdach unter einem Satteldach als Eitzen’sches Haus bzw. Rektorenhaus errichtet. Wegen der Veränderungen wurde das Gebäude ab 1986 nicht mehr im Denkmalverzeichnis geführt.                                                                                            | 53223289 | BW   |
| Lindenstraße 3 53° 6′ 30″ N, 9° 24′ 25″ O            | Turnhalle   | 1894 wurde die Turnhalle als eingeschossiges Backsteingebäude mit Risalit unter einem Satteldach errichtet worden. | 31028475 | BW   |
| Lindenstraße 5 53° 6′ 29″ N, 9° 24′ 25″ O            | Wohnhaus    | Das zweigeschossige Backsteingebäude mit Risalit wurde 1897 errichtet. | 31028497 | BW   |
| Lindenstraße 9 53° 6′ 27″ N, 9° 24′ 27″ O            | Kinderheim  | Das zweigeschossige Backsteingebäude mit Mittelrisalit wurde 1926 bis 1927 unter einem Walmdach errichtet. | 31028519 | BW   |
| Lindenstraße 9/11 53° 6′ 27″ N, 9° 24′ 28″ O         | Tor         | Die Toranlage mit ihrem Rundbogen zwischen den Gebäuden Lindenstraße 9 und 11 wurde 1926 bis 1927 als Einfahrt gebaut. | 51772754 | BW   |
| Lindenstraße 11 53° 6′ 26″ N, 9° 24′ 29″ O           | Kinderheim  | Das zweigeschossige Backsteingebäude mit Zwerchhaus wurde 1926 bis 1927 auf einem hohen Sockel und unter einem Walmdach errichtet. | 51772731 | BW   |
| Lindenstraße 13 53° 6′ 25″ N, 9° 24′ 43″ O           | Kirche      | Die Kirche Zum Guten Hirten wurde 1911 bis 1912 als Backsteinkirche der Rotenburger Anstalten unter einem Satteldach errichtet. Der Backsteinturm mit einem Kupferhelm ist seitlich dem Kirchbau beigefügt. Die Malereien im Inneren sind von Rudolf Schäfer erfolgt.                                                          | 31028431 | BW   |
| Lindenstraße 13 53° 6′ 26″ N, 9° 24′ 43″ O           | Kirchhof    | Die Grünfläche um die Kirche birgt alte Grabsteine. | 52010508 | BW   |
| Elise-Averdieck-Straße 17 53° 6′ 21″ N, 9° 24′ 45″ O | Krankenhaus | Das zweigeschossige verputzte Gebäude wurde 1905 bis 1906 von Oswald Magunna unter einem Walmdach mit Mittelpavillon unter einem Zeltdach mit Dachreiter errichtet. | 31027926 | BW   |
| Elise-Averdieck-Straße 17 53° 6′ 23″ N, 9° 24′ 45″ O | Krankenhaus | Das sog. Buhrfeindhaus diente als evangelisches Diakonissenheim. Es handelt sich um ein dreigeschossiges Backsteingebäude mit Mittelrisalit unter einem Walmdach, das 1925 nach den Entwürfen von Oswald Magunna realisiert wurde. Wegen der Veränderungen wurde das Gebäude ab 2022 nicht mehr im Denkmalverzeichnis geführt. | 50901980 | BW   |

### Einzelbaudenkmale
| Lage                                           | Bezeichnung              | Beschreibung | ID       | Bild           |
| ---------------------------------------------- | ------------------------ | --- | -------- | -------------- |
| 53° 6′ 30″ N, 9° 24′ 8″ O                      | Gewässer                 | Der Stadtstreek mit dem Färbergraben wurde als Kanal 1566 nach einem Brand der Stadt angelegt. | 31027617 | BW             |
| 53° 6′ 22″ N, 9° 23′ 53″ O                     | Gewässer                 | Das Fließgewässer der Wiedau mit dem Mühlenstreek von der Einmündung in die Wümme bis zum kleinen Teichstreek. | 31027638 | BW             |
| Am Kirchhof 6 53° 6′ 32″ N, 9° 24′ 23″ O       | Wohnhaus                 | Das Küsterhaus wurde 1763 als eingeschossiges Fachwerkhaus unter einem Halbwalmdach errichtet. Um 1920 erfolgte ein größerer Umbau, sodass das Dach in ein Walmdach umgestaltet wurde. | 31027697 | BW             |
| Am Kirchhof 10 53° 6′ 31″ N, 9° 24′ 20″ O      | Schule                   | 1876 wurde die dreiflügelige zweigeschossige Backsteinschule mit übergiebelten Mittelrisalit errichtet. Das Kantor-Helmke-Haus beherbergt heute die Volkshochschule und die Stadtbibliothek. | 31027721 | BW             |
| Am Neuen Markt 24 53° 6′ 41″ N, 9° 24′ 35″ O   | Wohnhaus                 | 1889 wurde das zweigeschossige Backsteingebäude unter einem Satteldach errichtet. | 31027765 | BW             |
| Am Sande 53° 6′ 33″ N, 9° 24′ 5″ O             | Monument                 | Am 12. August 1962 wurde die Sandsteinstele mit dem Berliner Bären und der Inschrift „Berlin“ in Erinnerung an den Volksaufstand von 1953 und den Mauerbau 1961 errichtet. | 44116777 | BW             |
| Am Wasser 8 53° 6′ 33″ N, 9° 24′ 5″ O          | Wohnhaus                 | 1835 wurde das eingeschossige Fachwerkgebäude unter einem Halbwalmdach errichtet. | 31027813 | BW             |
| Bahnhofstraße 8 53° 6′ 33″ N, 9° 23′ 53″ O     | Wohnhaus                 | Das zweigeschossige verputzte Gebäude mit einem Mittelrisalit und Standerkern unter einem Mansarddach wurde 1902 als Miethaus errichtet. | 31027838 | BW             |
| Bergstraße 24 53° 6′ 37″ N, 9° 24′ 33″ O       | Wohn-/Wirtschaftsgebäude | 1858 wurde das eingeschossige Fachwerkgebäude als Ackerbürgerhaus unter einem Krüppelwalmdach errichtet. | 31027862 | BW             |
| Goethestraße 10 53° 6′ 31″ N, 9° 24′ 6″ O      | Wohnhaus                 | 1792 wurde das eingeschossige Fachwerkgebäude unter einem Krüppelwalmdach errichtet und nach einem Brand 1815 wieder aufgebaut. Das Erdgeschoss wurde im 20. Jahrhundert verändert. | 31027950 | BW             |
| Goethestraße 12 53° 6′ 31″ N, 9° 24′ 8″ O      | Wohnhaus                 | Die Alte Apotheke wurde 1817 als eingeschossiges Fachwerkgebäude unter einem Mansarddach errichtet, das 1827 aufgestockt und 1834 erneuert wurde. | 31027972 | Weitere Bilder |
| Goethestraße 20 53° 6′ 32″ N, 9° 24′ 12″ O     | Wohnhaus                 | 1828 wurde das eingeschossige Fachwerkgebäude unter einem Halbwalmdach als Superintendentur errichtet. | 31027994 | BW             |
| Große Straße 15 53° 6′ 35″ N, 9° 24′ 2″ O      | Wohnhaus                 | Das eingeschossige Fachwerkgebäude wurde 1675 auf einem Sockel und unter einem Satteldach errichtet. Es diente seit 1911 dem Kirchenmaler Rudolf Schäfer (1878–1961) als Wohnung und wird daher Rudolf-Schäfer-Haus genannt. 1931 erfolgte eine Renovierung. | 31028016 | Weitere Bilder |
| Große Straße 32 53° 6′ 37″ N, 9° 24′ 15″ O     | Fassade                  | Das ehemalige zweigeschossige Fachwerkgebäude mit Zwerchhaus wurde 1769 unter einem Krüppelwalmdach errichtet und 1860 und 1905 erneuert. 2009 wurde ein Neubau errichtet und die bisherige Straßenfassade in den Neubau integriert. | 31028101 | BW             |
| Harburger Straße 9 53° 6′ 44″ N, 9° 24′ 38″ O  | Doppelhaushälfte         | Die westliche Hälfte des 1852 aus Backstein errichteten Doppelhauses steht unter einem Halbwalmdach. | 31028167 | BW             |
| Harburger Straße 11 53° 6′ 44″ N, 9° 24′ 38″ O | Doppelhaushälfte         | Die östliche Hälfte des 1852 aus Backstein errichteten Doppelhauses steht unter einem Halbwalmdach. | 31028213 | BW             |
| Harburger Straße 13 53° 6′ 44″ N, 9° 24′ 39″ O | Wohnhaus                 | 1842 wurde das zweigeschossige Gefügegebäude unter einem Walmdach errichtet. | 31028257 | BW             |
| Hoffeldstraße 4 53° 6′ 40″ N, 9° 23′ 23″ O     | Wohnhaus                 | 1884 wurde das villenartige zweigeschossige Fachwerkgebäude unter einem Walmdach errichtet. | 31028302 | BW             |
| Mühlenstraße 18 53° 6′ 22″ N, 9° 23′ 51″ O     | Mühle                    | 1741 bis 1748 wurde das zweigeschossige Fachwerkgebäude als Wassermühle am Mühlenstreek der Wiedau unter einem Krüppelwalmdach errichtet. 1846 wurde das Gebäude mit dem Abbruchmaterial der beseitigten Rotenburg erneuert. 1937 wurde ein Turbinenhaus angebaut. Im Nordgiebel ist aus der Rotenburg ein Wappenstein des lutherischen Bischofs Philipp Sigismund von 1597 eingefügt. | 31028565 | BW             |
| Verdener Straße 28 53° 6′ 8″ N, 9° 23′ 30″ O   | Wohnhaus                 | 1905 wurde das zweigeschossige verputzte villenartige Gebäude unter einem Flachdach errichtet. Das Obergeschoss ist als Mezzaningeschoss mit Jugendstil bzw. Art déco-Elementen ausgebildet. | 31028588 | BW             |
| Verdener Straße 30 53° 6′ 8″ N, 9° 23′ 28″ O   | Wohnhaus                 | Um 1890 wurde das villenartige eingeschossige Fachwerkgebäude mit Zwerchhaus unter einem Halbwalmdach errichtet. Das Erdgeschoss wurde in Feldsteinmauerwerk, die Obergeschosse in Fachwerk ausgeführt. | 31028608 | BW             |
| Verdener Straße 77 53° 5′ 53″ N, 9° 22′ 45″ O  | Wohnhaus                 | 1907 wurde das eingeschossige massive Gebäude unter einem Halbwalmdach mit integriertem rundem Wasserturm für das Gut Gothardt errichtet. | 31028630 | Weitere Bilder |
| Zevener Straße 60 53° 8′ 18″ N, 9° 21′ 31″ O   | Forsthaus                | Das eingeschossige Fachwerkgebäude wurde um 1830 unter einem Halbwalmdach als Revierförsterei Luhne errichtet. Später wurden große Teile massiv ersetzt. | 31028543 | BW             |
| Domäne Luhne 1 53° 8′ 13″ N, 9° 21′ 44″ O      | Wohnhaus                 | Das zweigeschossige Backsteingebäude der Domäne Luhne wurde 1926 unter einem Walmdach errichtet. | 31027884 | BW             |

### Ehemalige Baudenkmale
| Lage                                            | Bezeichnung         | Beschreibung | ID       | Bild |
| ----------------------------------------------- | ------------------- | --- | -------- | ---- |
| Am Neuen Markt 18 53° 6′ 40″ N, 9° 24′ 32″ O    | Wohnhaus            | Das Fachwerkgebäude wurde als Ackerbürgerhaus 1852 errichtet und 1890 renoviert und umgestaltet. Nach 2012 wurde das Gebäude abgebrochen und aus dem Denkmalverzeichnis gestrichen. | 31027746 | BW   |
| Am Wasser 6 53° 6′ 40″ N, 9° 24′ 32″ O          | Wohnhaus            | 1835 wurde das eingeschossige Fachwerkgebäude unter einem Satteldach errichtet. Wegen der Veränderungen wurde es 1998 aus dem Denkmalverzeichnis gestrichen. | 31027790 | BW   |
| Düringstraße 7 53° 6′ 38″ N, 9° 23′ 25″ O       | Wohnhaus            | 1930 wurde das zweigeschossige verputzte Gebäude unter einem Flachdach errichtet. Wegen der Veränderungen wurde das Gebäude 1993 wieder aus dem Denkmalverzeichnis gestrichen. | 31027906 | BW   |
| Große Straße 37 53° 6′ 38″ N, 9° 24′ 13″ O      | Wohnhaus            | Das vermutlich 1769 errichtete zweigeschossige Fachwerkgebäude mit einem zweigeschossigen Zwerchhaus steht unter einem Walmdach und wurde um 1900 umgebaut. Wegen der Veränderungen wurde das Gebäude 1994 aus dem Denkmalverzeichnis gestrichen.                                                                    | 31028123 | BW   |
| Harburger Straße 2 53° 6′ 41″ N, 9° 24′ 35″ O   | Wohnhaus            | Das eingeschossige Fachwerkgebäude wurde 1844 unter einem Krüppelwalmdach errichtet. 1993 wurde das Gebäude wegen der Veränderungen wieder aus dem Denkmalverzeichnis gestrichen. | 31028145 | BW   |
| Harburger Straße 10 53° 6′ 43″ N, 9° 24′ 38″ O  | Wohnhaus            | Das eingeschossige Fachwerkgebäude mit Zwerchhaus wurde 1852 unter einem Satteldach errichtet. 1996 wurde das Gebäude wegen der Veränderungen wieder aus dem Denkmalverzeichnis gestrichen. | 31028145 | BW   |
| Harburger Straße 12 53° 6′ 43″ N, 9° 24′ 39″ O  | Wohnhaus            | Das eingeschossige Fachwerkgebäude mit Zwerchhaus wurde 1857 unter einem Satteldach errichtet. Das Gebäude wird als Apotheke genutzt. 1996 wurde das Gebäude wegen der Veränderungen wieder aus dem Denkmalverzeichnis gestrichen.                                                                                   | 31028235 | BW   |
| Hinter dem Bahnhof 8 53° 6′ 45″ N, 9° 23′ 14″ O | Lokschuppen         | Das eingeschossige mehrteilige Gebäude wurde zwischen 1880 und 1890 erbaut. 1997 wurde das Gebäude abgebrochen und aus dem Denkmalverzeichnis gestrichen. | 31028279 | BW   |
| Kirchstraße 7 53° 6′ 35″ N, 9° 24′ 16″ O        | Wohn-/Geschäftshaus | 1819 wurde das eingeschossige Fachwerkhaus unter einem Krüppelwalmdach errichtet. Das Fachwerk ist weitgehend durch massives Backsteinmauerwerk ersetzt. Das Gebäude trägt ein sog. Deutsches Band und einen Zahnschnittfries. Wegen der Veränderungen wurde das Gebäude 1987 aus dem Denkmalverzeichnis gestrichen. | 53222874 | BW   |

## Borchel

### Einzelbaudenkmale
| Lage                                       | Bezeichnung              | Beschreibung | ID       | Bild |
| ------------------------------------------ | ------------------------ | --- | -------- | ---- |
| Lahend 19 53° 9′ 58″ N, 9° 20′ 50″ O       | Wohn-/Wirtschaftsgebäude | Zweiständer-Hallenhaus von um 1880 in Fachwerk mit Satteldach                                                                         | 31027470 | BW   |
| Lahend 30 53° 9′ 50″ N, 9° 20′ 44″ O       | Wohn-/Wirtschaftsgebäude | Zweiständer-Hallenhaus von 1788 in Fachwerk mit Krüppelwalmdach                                                                       | 31027493 | BW   |
| Kattensteert 22 53° 9′ 26″ N, 9° 22′ 26″ O | Scheune                  | Fachwerkscheune von 1870 mit Längseinfahrt und Satteldach                                                                             | 31027390 |      |
| Kattensteert 24 53° 9′ 32″ N, 9° 22′ 0″ O  | Wohn-/Wirtschaftsgebäude | Zweiständer-Hallenhaus von um 1850 in Fachwerk mit Krüppelwalmdach, Wirtschaftsgiebel wurde nachträglich verändert mit nun Satteldach | 31027409 |      |

### Ehemalige Baudenkmale
| Lage                                        | Bezeichnung              | Beschreibung | ID       | Bild |
| ------------------------------------------- | ------------------------ | --- | -------- | ---- |
| Kattensteert (24) 53° 9′ 32″ N, 9° 22′ 1″ O | Scheune                  | Die Fachwerkscheune mit Querdurchfahrt unter einem Satteldach wurde 1999 abgebrochen und aus dem Denkmalverzeichnis gestrichen. | 31027429 | BW   |
| Kattensteert 49 53° 9′ 40″ N, 9° 22′ 2″ O   | Wohn-/Wirtschaftsgebäude | Das Zweiständer-Hallenhaus wurde im ausgehenden 19. Jahrhunderts unter einem Krüppelwalmdach errichtet. 2022 wurde das Gebäude aus dem Denkmalverzeichnis gestrichen, nachdem es abgebrochen wurde.                                                  | 31027447 | BW   |
| Littje Dörp 36 53° 9′ 40″ N, 9° 22′ 2″ O    | Wohn-/Wirtschaftsgebäude | Das Zweiständer-Hallenhaus wurde 1828 unter einem Halbwalmdach errichtet. Später wurde das Dach zu einem Satteldach umgebaut. Der Wohnteil wurde 1956 verlängert. Das Gebäude wurde 1999 abgebrochen und dann aus dem Denkmalverzeichnis gestrichen. | 31027516 | BW   |

## Grafel

### Ehemalige Baudenkmale
| Lage                                | Bezeichnung              | Beschreibung | ID       | Bild |
| ----------------------------------- | ------------------------ | --- | -------- | ---- |
| Grafel 1 53° 4′ 25″ N, 9° 23′ 9″ O  | Wohn-/Wirtschaftsgebäude | 1750 wurde das Zweiständer-Hallenhaus unter einem Halbwalmdach errichtet. Es wurde als Forsthaus genutzt. Wegen der Veränderungen wurde es 2009 aus dem Denkmalverzeichnis gestrichen. | 31027540 | BW   |
| Grafel 2 53° 4′ 29″ N, 9° 23′ 11″ O | Hofanlage                | Die Hofanlage besteht aus Hauptgebäude (einem Vierständer-Hallenhaus unter einem Satteldach) von 1868, einer Scheune 1930 und einem massiven Nebengebäude von 1908. Wegen der Veränderungen wurde die gesamte Anlage seit 1986 nicht mehr im Denkmalverzeichnis geführt. Heute wird die Hofanlage als Hotel genutzt. | 53379684 | BW   |

## Hartmannshof

### Einzelbaudenkmal
| Lage                                  | Bezeichnung | Beschreibung | ID       | Bild |
| ------------------------------------- | ----------- | --- | -------- | ---- |
| Hartmanshof 53° 4′ 6″ N, 9° 24′ 52″ O | Stall       | Der 1870 errichtete Fachwerkstall mit Längsdurchfahrt unter einem reetgedeckten Halbwalmdach wurde 2015/2016 aus Basdahl hierher transloziert. | 44830664 | BW   |

## Mulmshorn

### Einzelbaudenkmal
| Lage                                 | Bezeichnung              | Beschreibung                                                    | ID       | Bild |
| ------------------------------------ | ------------------------ | --------------------------------------------------------------- | -------- | ---- |
| Diekweg 1 53° 10′ 23″ N, 9° 17′ 1″ O | Wohn-/Wirtschaftsgebäude | Zweiständer-Hallenhaus von 1825 in Fachwerk mit Krüppelwalmdach | 31027579 | BW   |

### Ehemalige Baudenkmale
| Lage                                    | Bezeichnung              | Beschreibung | ID       | Bild |
| --------------------------------------- | ------------------------ | --- | -------- | ---- |
| Diekweg 7 53° 10′ 24″ N, 9° 17′ 8″ O    | Wohn-/Wirtschaftsgebäude | Das Gebäude (Kuhhirten Huus) wurde wegen der Veränderungen seit 1992 nicht mehr im Denkmalverzeichnis geführt.                                                                            | 31231256 | BW   |
| Zum Glind 3 53° 10′ 39″ N, 9° 17′ 25″ O | Kriegerdenkmal           | Auf einem Feldsteinsockel ruht seit 1972 ein Findling mit eingefassten Namen von Gefallenen der beiden Weltkriege. Dem Objekt wurde 2021 die gesetzliche Denkmaleigenschaft abgesprochen. | 49726274 | BW   |

## Unterstedt

### Einzelbaudenkmale
| Lage                                                   | Bezeichnung              | Beschreibung | ID       | Bild |
| ------------------------------------------------------ | ------------------------ | --- | -------- | ---- |
| Neubauerstraße 59 (Hempberg) 53° 3′ 48″ N, 9° 22′ 4″ O | Bunker                   | Der teilversenkte Bunker mit Grundnetzschalt- und Vermittlungsstelle war eine Fernmeldeanlage mit Treibstofflager und Brunnenanlage. Die Nutzung erfolgte bis 1994. Heute befindet er sich auf dem Gelände des Freilichtmuseums | 9264615  | BW   |
| Horstdamm 2 53° 4′ 47″ N, 9° 21′ 8″ O                  | Wohn-/Wirtschaftsgebäude | Zweiständer-Hallenhaus von um 1750 in Fachwerk mit Satteldach | 31028655 | BW   |
| Johannsweg 5 53° 4′ 49″ N, 9° 21′ 2″ O                 | Speicher                 | Um 1800 wurde der eingeschossige Fachwerkspeicher unter einem Satteldach errichtet. Der Speicher wurde auch als Backhaus genutzt.                                                                                               | 31028724 | BW   |
| Alte Dorfstraße 18 53° 4′ 45″ N, 9° 21′ 4″ O           | Backhaus                 | Das eingeschossige Fachwerkgebäude unter einem Satteldach wurde in der ersten Hälfte des 19. Jahrhunderts errichtet. | 31028678 | BW   |
| Reithenweg 6 53° 4′ 51″ N, 9° 21′ 34″ O                | Wohn-/Wirtschaftsgebäude | Zweiständer-Hallenhaus von 1856 in Fachwerk mit Niedersachsengiebel in Neetze errichtete; 1986 hier wieder aufgebaut. | 31028744 | BW   |

### Ehemaliges Baudenkmal
| Lage                                     | Bezeichnung | Beschreibung | ID       | Bild |
| ---------------------------------------- | ----------- | --- | -------- | ---- |
| Am Brinkhof 7 53° 4′ 43″ N, 9° 20′ 53″ O | Speicher    | Mitte des 18. Jahrhunderts wurde der Fachwerkspeicher errichtet und 1990 hierher transloziert, um dann 1994 erneut abgebrochen zu werden. Dadurch wurde das Gebäude aus dem Denkmalverzeichnis gestrichen. | 31028701 | BW   |

## Waffensen

### Einzelbaudenkmale
| Lage                                            | Bezeichnung    | Beschreibung | ID       | Bild |
| ----------------------------------------------- | -------------- | --- | -------- | ---- |
| Waffenser Dorfstraße 53° 6′ 52″ N, 9° 19′ 18″ O | Kriegerdenkmal | Das 1925 errichtete Monument für die Gefallenen des Ersten Weltkrieges steht mit einem Rundbau aus sechs Pfeilern, die eine Kuppel tragen, auf einer Stufenanlage. Das Denkmal liegt eingebettet in einer landschaftlich gestalteten Grünanlage. | 31028762 | BW   |